# Due gentiluomini e una fanciulla con bicchiere di vino
Due gentiluomini e una fanciulla con bicchiere di vino è un dipinto a olio su tela (77,5x66,7 cm) di Jan Vermeer, databile al 1659-1660 circa e conservato nell'Herzog Anton Ulrich Museum di Braunschweig. È firmato sul vetro della finestra "IV Meer".

## Storia
Il dipinto è probabilmente uno di quelli registrati nella vendita all'asta della collezione Dissius ad Amsterdam, il 16 maggio 1696: «Un'allegra compagnia in una stanza, vigoroso e ben fatto del suddetto [Vermeer], fiorini 73.0». Si ritrova poi citato nella collezione del duca Antonio Ulrico di Brunswick-Lüneburg nel 1710, nel 1744 e nel 1776.
Sotto Napoleone fu trasferito a Parigi come bottino di guerra, dove rimase fino al 1815.

## Descrizione e stile
Evidente la somiglianza e l'apparente vicinanza estetica con altre due opere dello stesso autore, il Bicchiere di vino e il Concerto interrotto, in cui si riconoscono lo stesso impianto stilistico e architettonico. Alcuni elementi sono identici, come la finestra aperta con la vetrata piombata su cui si trova uno stemma, probabilmente quello della moglie di un vicino di casa dei Vermeer, Jannetie J. Vogel.
La tela rappresenta un momento di seduzione. Una donna, ben vestita in un acceso abito di seta rossa, guarda lo spettatore sorridente, come per compiacersi dell'atteggiamento dell'uomo curvo su di lei che la invita a bere un bicchiere di vino. Thoré-Bürger la definì, nell'Ottocento, una "coquette"; la sua espressione divertita potrebbe essere anche legata a uno stato di ebbrezza.
Seduto in disparte, con un gomito appoggiato al tavolo, si trova un secondo uomo che appare malinconico e forse geloso, ma forse anche stordito dal bere vino. Sul ripiano del tavolo, ben illuminato dalla luce, sta una piccola natura morta, fatta di qualche frutto in un vassoio di metallo, un telo bianco appoggiato sul copritavola blu, e una brocca in ceramica bianca.
Il significato della tela è forse palesato dalla rappresentazione della Temperanza che si vede sulla vetrata: in contrasto con l'atteggiamento dei presenti, invita alla moderazione, tema a cui sembra alludere anche il compito ritratto di un antenato appeso alla parete di fondo. Temi del genere erano frequenti nella pittura di genere dell'epoca, come testimonia ad esempio la Donna che beve con due soldati di Pieter de Hooch al Louvre (1658). A differenza però di opere come questa, Vermeer indagò le componenti psicologiche con più accuratezza, facendone le protagoniste dell'opera.
Perfetta appare la padronanza prospettica (come nel pavimento a mattonelle bicrome alternate), oltre che luminosa, facendo dell'opera un capolavoro della fase matura dell'artista. La stesura pittorica alterna una serie di effetti, dalle velature al pointillé, in modo da rendere al meglio i più diversi materiali rappresentati, con un'intensa resa cromatica.